# 長押

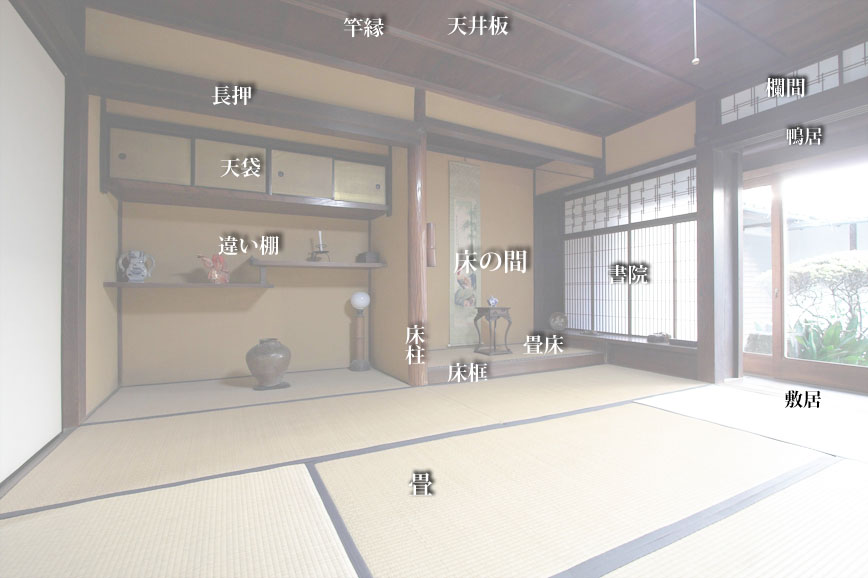
和室（書院造）の各部名称

長押（なげし）とは、日本建築に見られる部材で、柱を水平方向につなぐもの。鴨居の上から被せたり、柱間を渡せたりするように壁に沿って取り付けられる。

## 概要
柱同士の上部などを水平方向につなぎ、構造を補強するために、柱の外側から打ち付けられるもの。古代の寺院建築では部材も厚く、本来の構造的な意味合いが強かったため、上級層の住宅にのみ用いられていたが、中世になると庶民住宅でも使用されるようになった。中世以降は、大径材の不足により断面が変化して次第に部材が薄くなったため、構造的な意義は乏しくなり、もっぱら装飾的な部材になった。寺院建築では和様、住宅などでは書院造の特徴になっている。材料は大体が柱と同材であり、特に杉の糸柾などが良材とされる。数奇屋風の部屋では、杉や檜のシボ丸太を割って用いたり、面皮つき磨丸太なども用材にしたりする。

大きさとしては、柱の6~8割程度が最適である。下端の角には大面を取り、外面は柱面から2センチくらい突出して鴨居の上端に吸い付けさせる。上端は厚さ1~1.5センチ程が良いとされる。また、その木口を長押挽という。

床柱と内法長押との納まりには、七分三分の所で切るときと、柱を長押で巻き囲むように四角に包む場合がある。このときに、長押の木口が現れるのを隠すため、床柱に長押の木口隠しの留木を植えておいて、これに長押の端を収めて木口を隠す雛留や、柱を三面から四角に巻き囲むように回して組み付けた留め組である枕捌の工法を用いる。

- 法隆寺をはじめ奈良時代以降の寺院建築にも使われているが、鎌倉時代に中国から伝わった様式である大仏様、禅宗様では見られないため、和様の特徴になっている。
- 神社建築でも用いられる。
- 住宅建築は、『源氏物語絵巻』などに見られる寝殿造にも見られ、書院造では必ず長押を打つ。茶室には用いられないため、その影響を受けた数寄屋造りでは省略される。

現在ではハンガーやフックを手軽に吊るせるように室内に取り付けられた横木になってしまっているが、本来は物を掛けるための部材ではない。

## 種類
普通、長押と呼んでいる住宅などの和室にあるものは特に内法長押（うちのりなげし）という。長押には他にも様々な種類があるが、その名称は取り付けられている部分で変わる。
- 柱の最も下にある長押を地覆長押という。特に、書院造り、宮殿、社寺建築などでは縁側外面で柱の足元に地覆長押を使う。
- 格天井を設ける部屋では、天井の格縁が柱の中心を踏まないことがあると不整頓に見えるため、柱の面を天井の際で縁を切ったように見せるために、柱一本程度の幅で壁面より約2センチ以内で深く欠ぎ取り、柱と天井の取り合わせのところを壁で塗りつぶす。この壁を蟻壁といい、外見上その蟻壁の下に柱の頂を押さえる意味で、蟻壁長押を取り付けて天井と柱との切れ目をつけることがある。内法長押の9割ほどの長さが最適である。
- 長押の"せい"の大きさは柱寸法を基準として決められることがあり、その8～9割の"せい"を持つものを本長押、6～7割のものを半長押という。
- ほかにも、腰長押・上長押・地長押・天井長押・廻縁長押などがある。

## 起源と発展
長押のもともとは開き戸（板扉、唐戸）をつけるために使われた木材であった。扉の軸を受ける穴が開けられた水平の木材で、建物の柱にあたる部分をくりぬき、外から釘で打ちつけられた。
太い柱に使われる木材が入手困難になると、建物の構造強化のために使われるようになった。この役割としては、柱をつらぬく形で横木を通し構造を補強する貫（ぬき）の技法が発展する鎌倉時代まで使われた。
同時に戸の軸受けとしての役割も、貫に板を打ちつけそこに軸受けの穴をあける藁座（わらざ）とよばれるものに変わった。
その後は装飾としての利用が主となる。貫が柱の中に入るために柱の縦の線が目立つのに対して、柱の上に打ちつける長押は横の線を目立たせるための意匠として使われた。

構造体としての長押は、飛鳥時代末期の神社ではつかわれておらず奈良時代の神社からみられるため、奈良時代を起源とする。